# Березовка (Багратионовский район)
Березовка — посёлок в Багратионовском районе Калининградской области. Входит в состав Гвардейского сельского поселения.

## История посёлка
Немецкое название посёлка — Гросс-Заусгартен.
 В феврале 1945 года был освобождён войсками 48-й гвардейской стрелковой дивизии.

## Население
| 2002 | 2010 |
| ---- | ---- |
| 438  | ↘405 |